# HD163025
HD163025 — хімічно пекулярна зоря спектрального класу A5, що має видиму зоряну величину в смузі V приблизно  6,8.
Вона  розташована на відстані близько 778,4 світлових років від Сонця.